# Fujino Tsunesaburō
Fujino Tsunesaburō (japanisch 藤野 恒三郎; * 28. Januar 1907; † 15. August 1992) war ein japanischer Mediziner und Bakteriologe.

## Leben und Wirken
Fujino Tsunesaburō lehrte und forschte an der Universität Osaka, die ihn als „Meiyo Kyōju“ verabschiedete. Im Jahr 1950 entdeckte er bei der Untersuchung einer epidemisch auftretenden Lebensmittelvergiftung das dafür ursächliche Bakterium Vibrio parahaemolyticus.

## Preise
1964 erhielt er den Asahi-Preis für die Entdeckung und Erforschung des Bakteriums Vibrio parahaemolyticus.
Im Jahr 1972 folgte der Takeda-Medizinpreis, ebenfalls für die Entdeckung dieses Bakteriums.
1986 wurde ihm der Kulturpreis der Stadt Osaka verliehen.